# The King of Comedy
The King of Comedy er en amerikansk drama- og komediefilm fra 1983, instrueret af Martin Scorsese og med Robert de Niro og Jerry Lewis i hovedrollerne. 
Filmen handler om to ensomme mænd; den ene er den feterede talkshow-vært Jerry Langford, den anden er Rupert Pupkin. Sidstnævnte bor stadig hjemme hos mor og hænger ud på Times Square som autografjæger, men drømmer om en fremtid som tv-komiker. Han forsøger derfor på alle måder at møve sig ind på livet af Langford. Til sidst kidnapper han tv-værten med det formål at tvinge tv-selskabet til at lade Rupert optræde som stand-up komiker for åben skærm.

## Ekstern henvisning
- The King of Comedy på Internet Movie Database (engelsk)
- The King of Comedy på Filmdatabasen
- The King of Comedy på Scope
- The King of Comedy i Svensk Filmdatabas (svensk)
- The King of Comedy på AlloCiné (fransk)
- The King of Comedy på MovieMeter (nederlandsk)
- The King of Comedy på AllMovie (engelsk)
- The King of Comedy hos American Film Institute (engelsk)
- The King of Comedys profil hos Encyclopædia Britannica Online (engelsk)
- The King of Comedy på Turner Classic Movies (engelsk)